# Ixora francavillana
Ixora francavillana är en måreväxtart som beskrevs av Johannes Müller Argoviensis. Ixora francavillana ingår i släktet Ixora och familjen måreväxter. Inga underarter finns listade i Catalogue of Life.